# Dermanyssoidea
Dermanyssoidea (лат.) — надсемейство клещей из отряда Mesostigmata надотряда паразитиформных (Parasitiformes). Насчитывают более 1300 видов, половина из которых относятся к семейству Laelapidae.
Многие представители являются паразитами позвоночных животных.
Клещи семейства Larvamimidae являются мирмекофилами кочевых муравьёв и переносятся ими во время кочёвок, так как внешне они похожи на их личинок.

## Значение
Включает клещей рода Varroa, опасных паразитов медоносных пчёл, и паразитов птиц (например, куриный клещ) и млекопитающих. Переносчики некоторых заболеваний.

## Классификация
Более 270 родов и 1300 видов в 21 семействе.
- Dasyponyssidae (2 рода, 2 вида)
- Dermanyssidae (5 род, 37 видов)
- Entonyssidae (7 родов, 9 видов)
- Haemogamasidae (7 родов, 62 вида)
- Halarachnidae
- Hirstionyssidae
- Hystrichonyssidae
- Ixodorhynchidae
- Laelapidae (144 рода, 791 вид)
- Larvamimidae (1 род, 4 вида)
- Leptolaelapidae
- Macronyssidae (26 родов, 127 видов)
- Manitherionyssidae
- Omentolaelapidae
- Pneumophionyssidae
- Raillietiidae
- Rhinonyssidae (30 родов, 160 видов)
- Spelaeorhynchidae
- Spinturnicidae
- Trichoaspididae
- Varroidae (1 род, 5 видов)